# Sophia Martelly
Sophia Saint-Rémy Martelly (sinh ngày 9 tháng 10 năm 1965) là một nhà hoạt động y tế, chính trị gia Haiti, và cựu Đệ nhất phu nhân Haiti từ ngày 14 tháng 5 năm 2011, cho đến ngày 7 tháng 2 năm 2016. Bà là vợ của cựu Tổng thống Haiti, Michel Martelly. Martelly tập trung vào các vấn đề liên quan đến sức khỏe cộng đồng, chăm sóc sức khỏe và giảm thiểu tình trạng suy dinh dưỡng trong nhiệm kỳ làm đệ nhất phu nhân.

## Tiểu sử

### Thời trẻ và hôn nhân
Martelly được sinh ra vời tên Sophia Saint-Rémy vào ngày 9 tháng 10 năm 1965, tại thành phố New York của Hoa Kỳ. Cha của bà, Charles Edouard Saint-Rémy, đến từ Gonaïves, và mẹ bà, Mona Lisa Florez, đến từ Port-au-Prince. Gia đình Saint-Rémy có nguồn gốc từ Gonaïves, nơi Sophia Saint Rémy được nuôi dưỡng. Saint-Remys phải chịu đựng dưới chế độ độc tài của François "Papa Doc" Duvalier. Bà của Sophia Martelly đã bị Duvalier bắt và giam giữ, trong khi hai người họ hàng của bà bị xử tử trong thời kỳ độc tài của Duvalier.
Sophia Saint-Rémy và chồng tương lai, ca sĩ, chính trị gia Michel Martelly, từng là bạn khi họ còn nhỏ, nhưng sống cuộc sống riêng khi còn trẻ. Michel Martelly di cư sang Hoa Kỳ với người vợ đầu tiên người Mỹ trong những năm 1980.
Năm 1986, Michel Martelly ly dị người vợ đầu tiên và trở về Haiti. Sophia Saint-Rémy và Martelly, những người bạn thời thơ ấu, đã tái hợp vào năm 1987, ngay sau khi ông trở về nước. Tuy nhiên, khi cặp vợ chồng cố gắng để kết hôn, cả hai bà mẹ của họ phản đối dựa trên màu da của họ: Sophia Martelly có làn da sáng hơn, trong khi Michel Martelly có sẫm màu da. Sophia Saint-Rémy và Michel Martelly đã phớt lờ các cuộc can ngăn của cha mẹ họ và thay vào đó, chuyển đến Miami, Florida, cùng nhau sau đó vào năm 1987. Cặp đôi kết hôn tại Miami trong một lễ cưới nhỏ năm 1987. Michel Martelly làm việc trong ngành xây dựng, còn Sophia làm công việc xử lý văn bản. Cặp đôi trở lại Haiti vào năm 1988. Họ có bốn đứa con, Olivier, Alexandre, Yani và Michel.
Cuộc hôn nhân sớm của Martellys khác với tính cách "Mickey ngọt ngào" trên sân khấu của Michel Martelly. Michel Martelly đã thiết lập một lệnh giới nghiêm đối với Sophia và cấm bà nhai kẹo cao su vào cuối những năm 1990. Martelly lớn hơn chồng bốn tuổi.
Cặp đôi sống trong một căn hộ ở Miami Beach, Florida, vào giữa những năm 1990.